# Ignaz Vincenz Zingerle
Ignaz Vincenz Zingerle, född den 6 juni 1825 i Meran, död den 17 september 1892 i Innsbruck, var en österrikisk kulturhistoriker och skald.
Zingerle var 1859–1890 professor i tyska språket och litteraturen vid universitetet i Innsbruck. Han vann ett namn som skald med Frühlingszeitlosen (1848), Von den Alpen (1850) och andra diktverk. Han utvidgade kännedomen om sitt hemland, dess folksagor, seder och bruk genom en följd arbeten, bland vilka kan nämnas Sagen aus Tirol (1850; 2:a upplagan 1891), Sitten, Bräuche und Meinungen des Tiroler Volks (1857; ny upplaga 1871) och Die tirolischen Weisthümer (band 1–4, 1875–1891). Som germanist gjorde Zingerle sig bemärkt genom Die Allitteration bei mittelhochdeutschen Dichtern (1864), Die deutschen Sprichwörter im Mittelalter (samma år) med flera arbeten, som företrädesvis gäller medeltiden.